# Mortier (couvre-chef)
Pour les articles homonymes, voir Mortier.

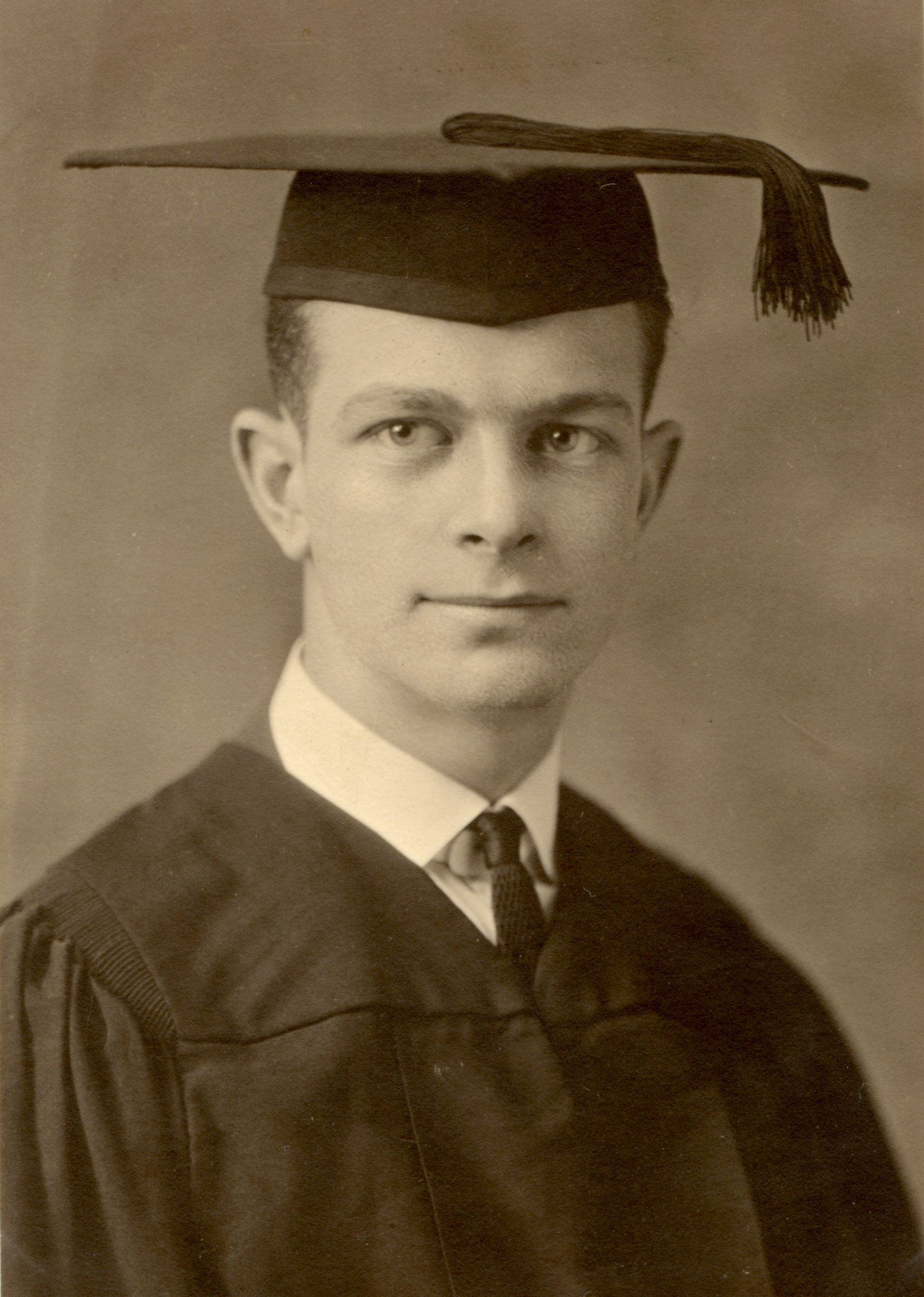
Portrait de Linus Pauling portant le mortier lors de sa remise de diplôme en 1922.

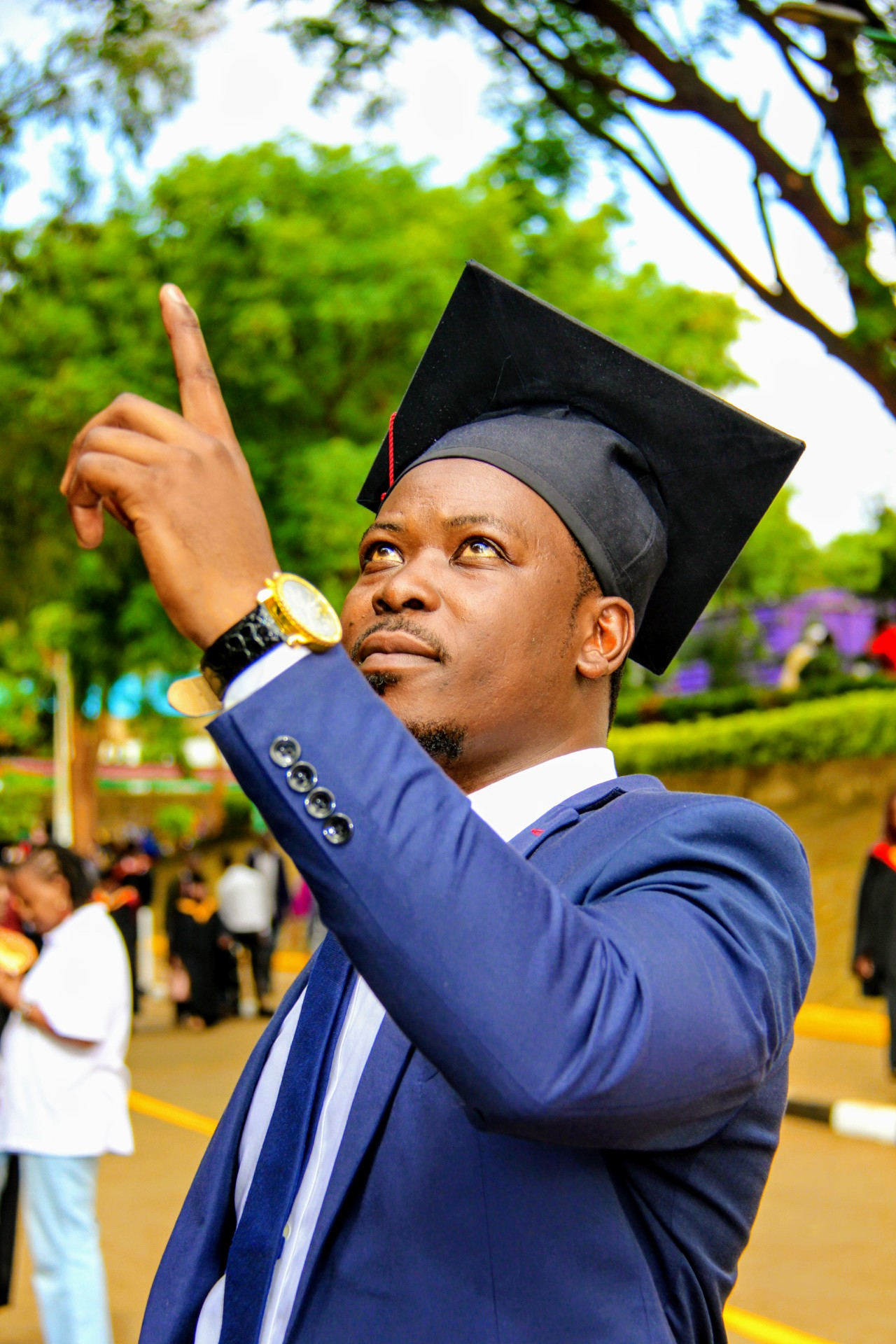
Diplômé kenyan (2018).

Le mortier, appelé aussi « toque », est le couvre-chef des magistrats dans les pays de tradition germano-canonique. Les couleurs des bandes changent en fonction du degré de juridiction ou du type de juridiction. Un mortier de juge sera orné d'argenté, un mortier de président, de rouge, etc.
L'usage est de moins en moins répandu et très peu de juges le portent à l'audience. Toutefois, il doit être porté, au moins à la main, lors des cérémonies officielles, telles les audiences de rentrée.
Le mortier fait partie aussi, avec la toge, de la tenue des diplômés lors de la cérémonie de la remise de leurs diplômes. Le mortarboard anglo-saxon est une toque de forme carrée, ornée d'un tassel, le pompon long, agrémenté ou non d'un petit pendentif doré indiquant l'année.

## Histoire
Le mortier est probablement issu de la barrette, un chapeau semblable qui était porté par le clergé catholique.
Mais la barrette elle-même est sans doute une évolution du pileus quadratus romain, une sorte de calotte surmontée d'un carré et d'une protubérance.
Le pileus était remis cérémonieusement par son maitre à l'esclave affranchi, lui permettant d'aller librement et d'être traité en homme libre. On peut donc y voir une symbolique pour la remise d'un diplôme de fin d'études.
Berretta en italien est un mot dérivé du latin médiéval birretum, du bas latin birrus, « sorte de capote », avec peut-être une origine gauloise, ou du grec ancien πυρρός / purrós « d'un rouge de feu, roux, fauve  ».

## Galerie

### Magistrats français

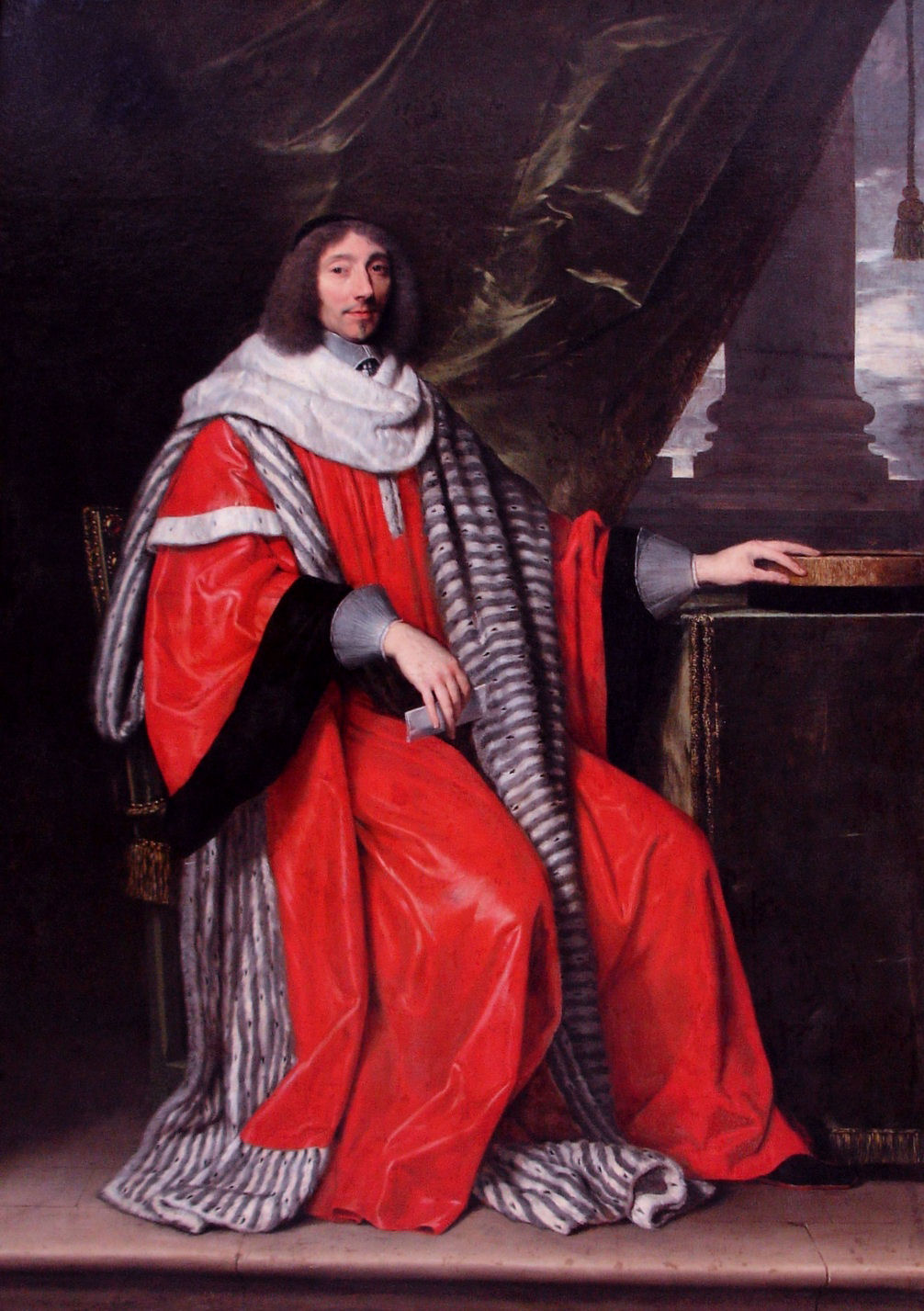
Jean-Antoine de Mesmes (1598 - 1673), président au Parlement de Paris, en 1653 par Philippe de Champaigne.
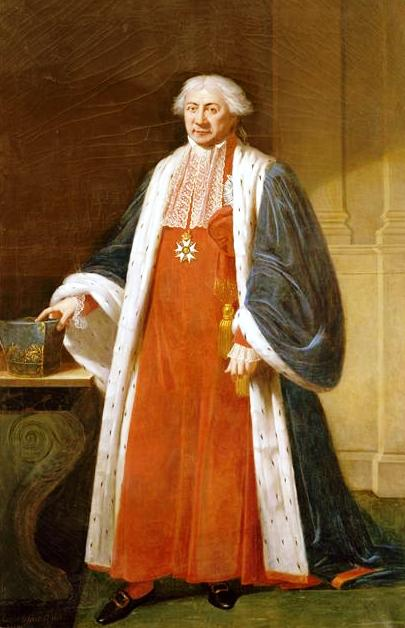
Claude Ambroise Régnier, duc de Massa, Garde des Sceaux, en 1808.
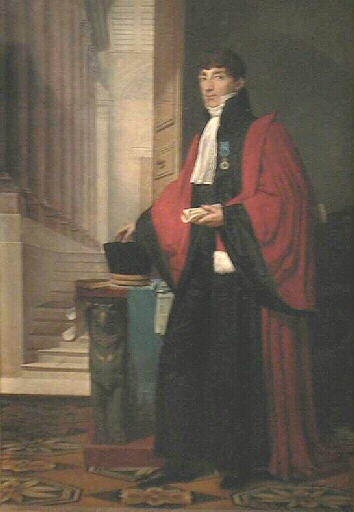
Eustache-Marie Courtin (1769-1839), Procureur Impérial à Paris, vers 1810.
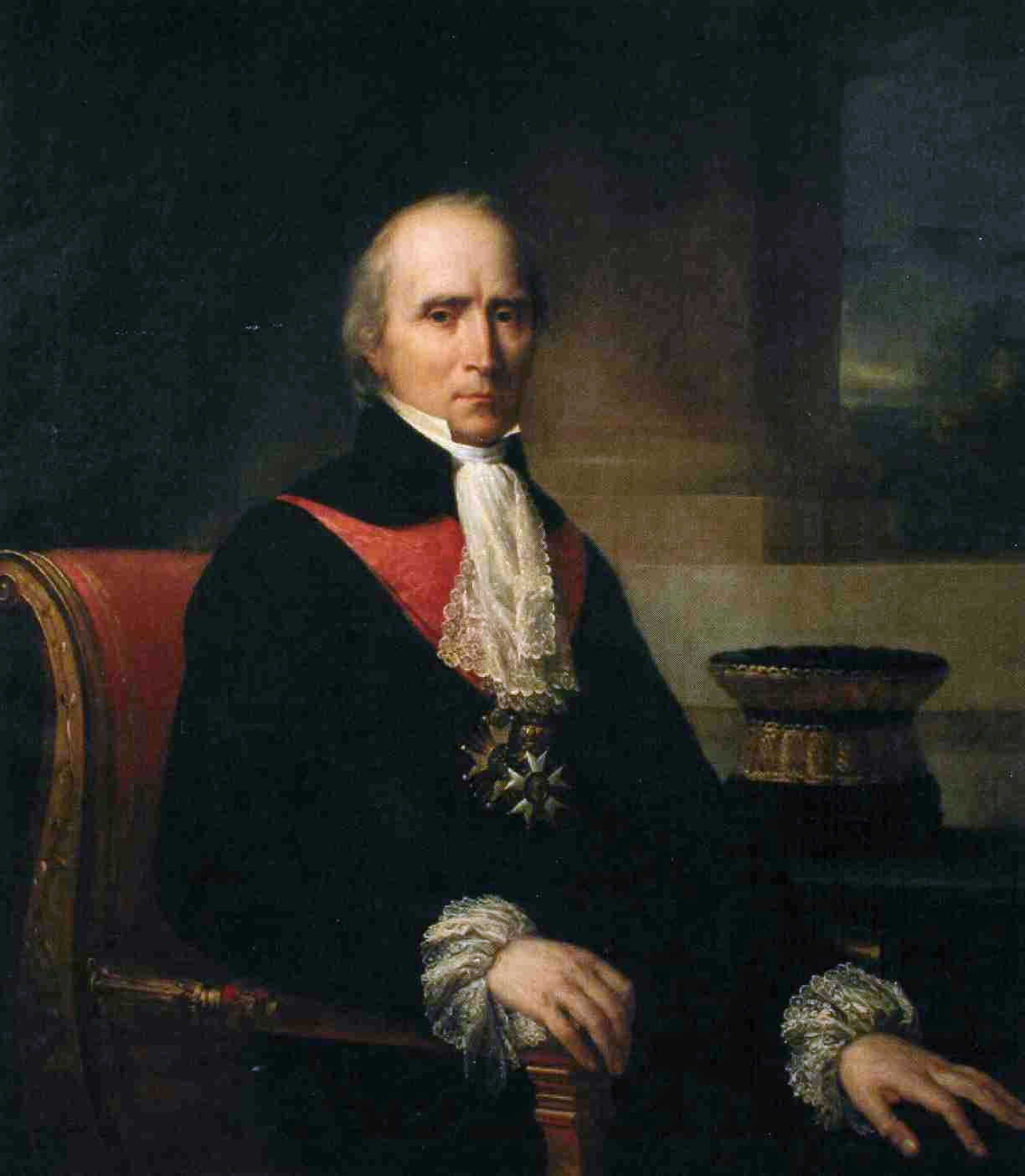
François Barbé-Marbois (1745-1837), premier président de la Cour des comptes, en 1835.
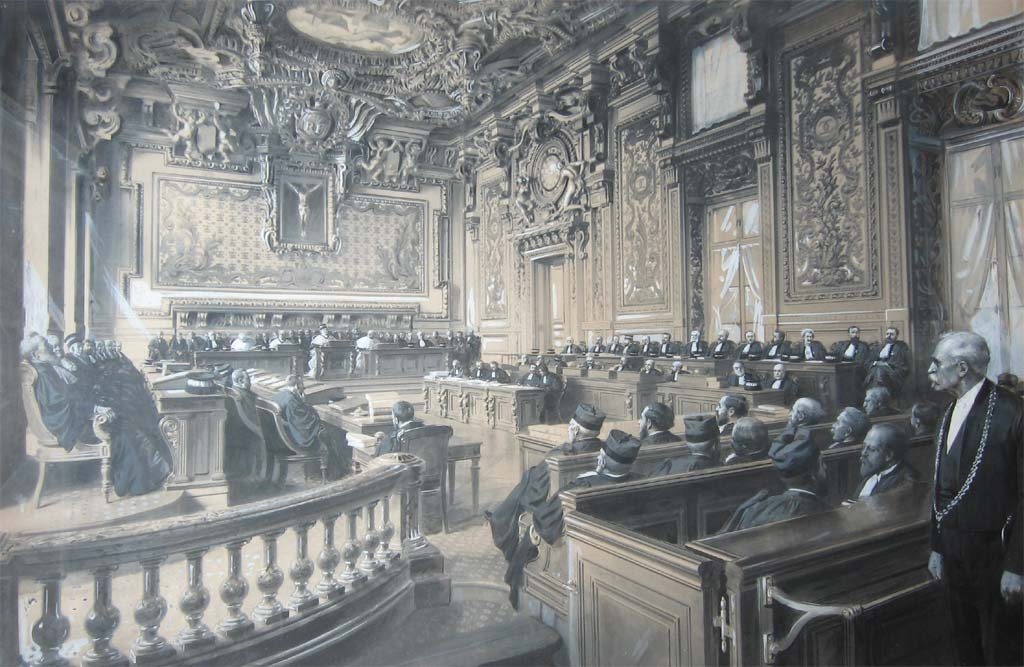
Session à la Grand'Chambre de la Cour de cassation en 1899. Noter également le couvre-chef des avocats au premier plan.
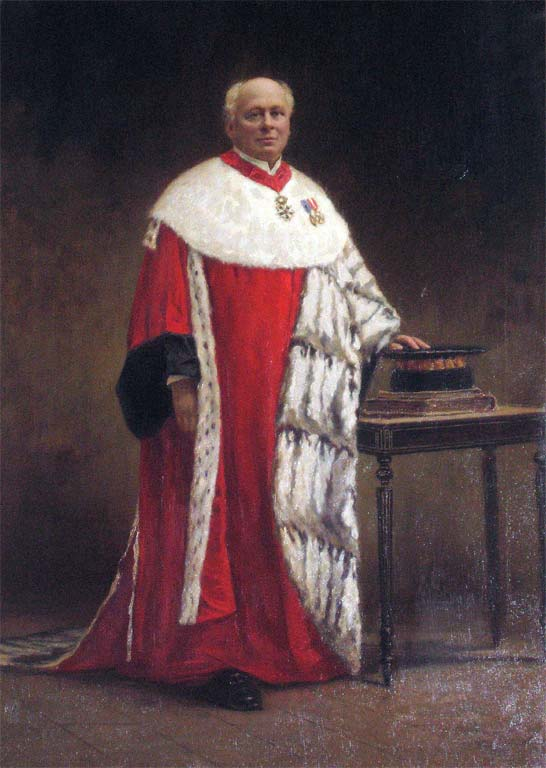
Alexis Ballot-Beaupré, premier président de la Cour de cassation entre 1900 et 1911.

### Magistrats allemands

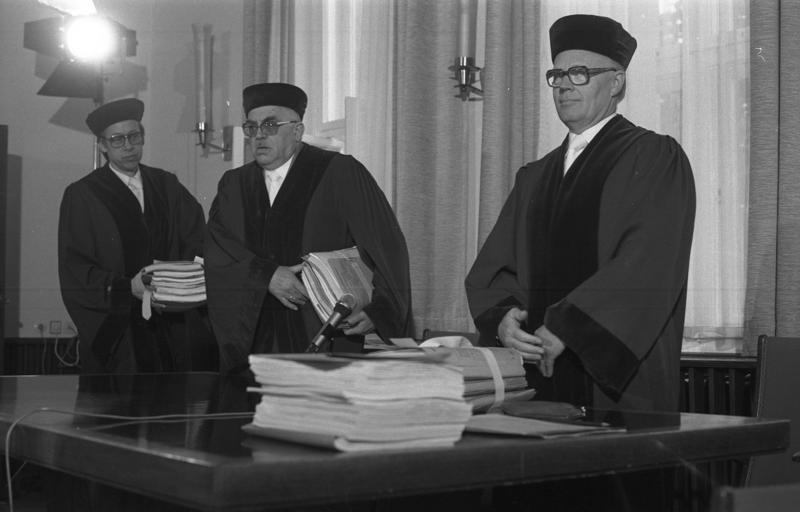
Juges du Tribunal fédéral du travail à Cassel en 1980.
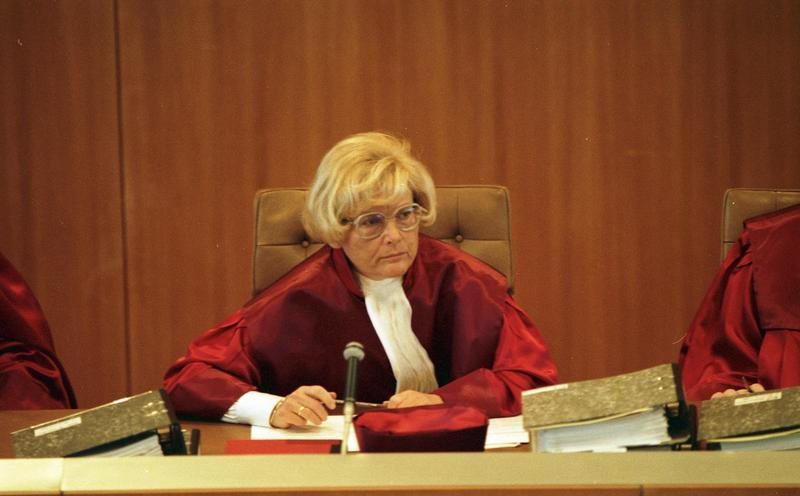
Dr. Karin Graßhof, juge du Tribunal constitutionnel fédéral, à Karlsruhe le 17 janvier 1989.
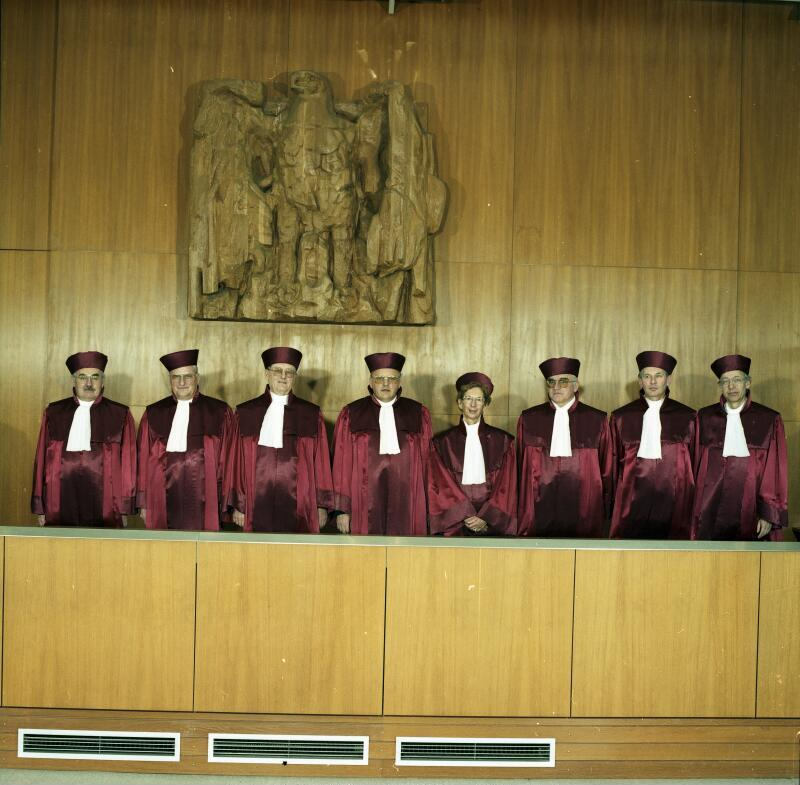
Session du Ier Sénat du Tribunal constitutionnel fédéral, à Karlsruhe le 18 décembre 1989.
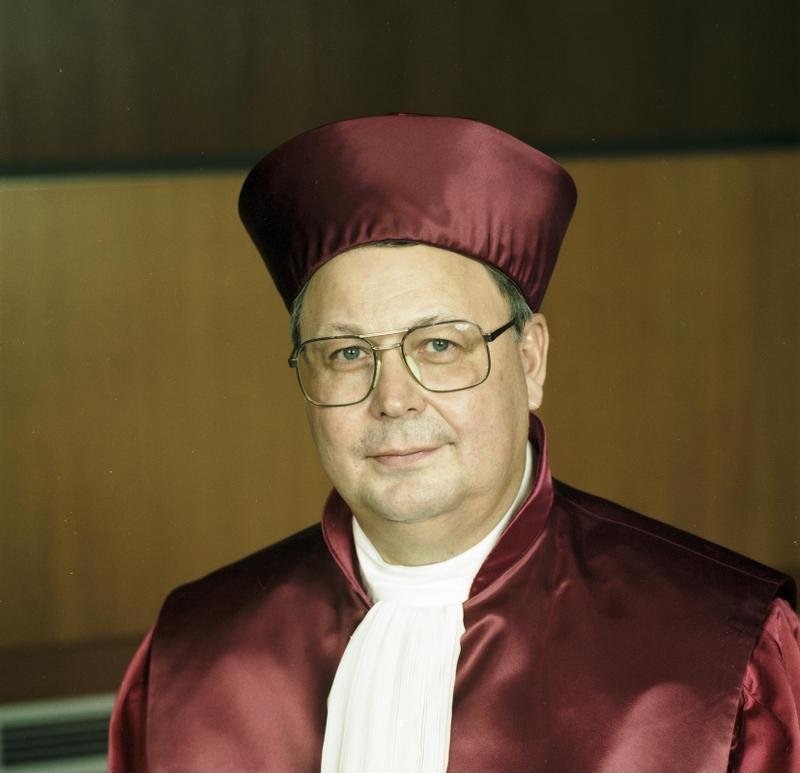
Klaus Winter, juge du Tribunal constitutionnel fédéral.
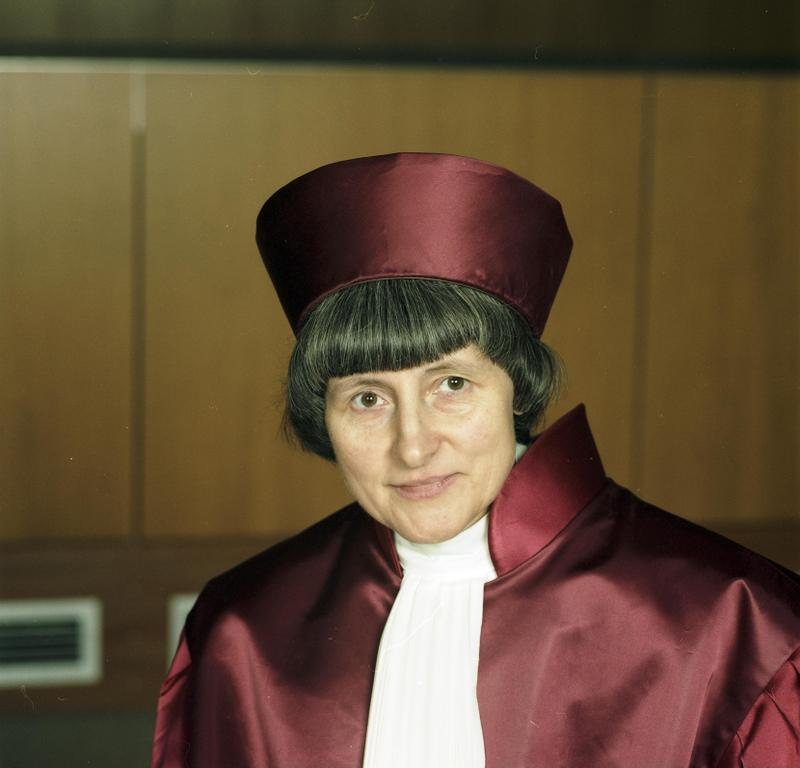
Helga Seibert, juge du Tribunal constitutionnel fédéral, à Karlsruhe le 18 décembre 1989.